# Zóquite
Zóquite é uma comunidade do estado de Zacatecas, México, localizada a 22 km da capital.